# Miloš Adamović
Pour les articles homonymes, voir Adamović.
Miloš Adamović, né le 19 juin 1988 à Belgrade, est un footballeur serbe qui a notamment évolué au FC Sheriff Tiraspol.